# 레이저비크
트랜스포머 프랜차이즈에서 등장하는 레이저 비크(Laserbeak)는 여러 작품에 등장인물이며 대표 형태는 기계 조류이다. 디셉티콘이며 미니콘이자 사운드웨이브에 파트너이다. 다중우주 설정으로 다른 세계관, 다른 트랜스포머 작품의 레이저비크도 등장하나 다른 인물들이다.

## 상세
원작 G1 세계관 애니메이션에서는 래비지와 함께 정찰병으로 나오며 또한 기습 능력이 있었다. 
트랜스포머 애니메이티드 세계관에서는 전자 기타로 변형하며 초음파 공격 능력을 가지고 있었다. 
실사영화 세계관에서는 여러 가지로 변형 하며 첩보 능력이 있는 암살자로 등장한다.
얼라인드 세계관 트랜스포머: 폴 오브 사이버트론에서는 사운드웨이브, 럼블과 함께 오토봇 우주선인 아크를 무력화시킨다. 트랜스포머 프라임 애니메이션에서는 파울러 요원을 생포한다.

## 성우
- 트랜스포머 G1 – 프랭크 웰커
- 트랜스포머: 달의 어둠 - 키이스 사라바이카